# Anolis crassulus
Espèce
Synonymes
- Norops crassulus (Cope, 1864)

Anolis crassulus est une espèce de sauriens de la famille des Dactyloidae.

## Répartition
Cette espèce se rencontre au Salvador, au Honduras, au Guatemala et au Chiapas au Mexique.

## Publication originale
- Cope, 1864 : Contributions to the herpetology of tropical America. Proceedings of the Academy of Natural Sciences of Philadelphia, vol. 16, p. 166-181 (texte intégral).